# Serranus chionaraia
Serranus chionaraia is een straalvinnige vissensoort uit de familie van zaag- of zeebaarzen (Serranidae). De wetenschappelijke naam van de soort werd voor het eerst geldig gepubliceerd in 1961 door Robins & Starck.